# Marianne (film)
Pour les articles homonymes, voir Marianne (homonymie).
Pour plus de détails, voir Fiche technique et Distribution.
Marianne est un film franco-allemand réalisé par Julien Duvivier et sorti en 1955.
C'est la version allemande de Marianne de ma jeunesse que Julien Duvivier a tournée simultanément avec une équipe technique et une distribution adaptée à la communauté linguistique et artistique du pays.
Si, dans cette version, c'est Horst Buchholz qui incarne Vincent Loringer, son premier grand rôle au cinéma, dans la version française, c'est Pierre Vaneck qui tient ce rôle dans ce qui est également son premier grand film.

## Synopsis
Au pensionnat aristocratique bavarois sis dans le château d'Heiligenstadt, Vincent Loringer est considéré comme un garçon singulier par les autres élèves. Il chante des airs exotiques d'une voix mélancolique en s'accompagnant à la guitare. Un jour, lui et quelques camarades s'embarquent pour aller explorer les rives de l'autre côté du lac. Ils s'aventurent dans une propriété qu'on dit abandonnée et, lorsqu’apparaît une ombre dans la vieille demeure, ils regagnent précipitamment leur pensionnat sans Vincent. 
Quand celui revient beaucoup plus tard, il est comme transformé et semble contempler avec émerveillement quelque chose d'intangible. Il raconte alors qu'il a rencontré la plus angélique des créatures répondant au doux nom de Marianne. Il n'a plus qu'une idée : la revoir, et tenter de la délivrer, car elle serait prisonnière de la demeure. Ses camarades s'arment de courage et l'accompagnent dans la mystérieuse propriété, mais Marianne a disparu. 
Vincent quitte alors le pensionnat pour partir à la recherche de son amour de jeunesse, prêt à aller jusqu'au bout du monde s'il le faut, car c'est à cette seule condition qu'il retrouvera l'envie de vivre.

## Fiche technique
- Titre : Marianne
- Titre de travail : Marianne, meine Jugendliebe[1]
- Réalisation : Julien Duvivier
- Assistant-réalisation : Marcel Ophüls
- Scénario : Julien Duvivier d’après le roman de Peter de Mendelssohn[2], Douloureuse Arcadie (Schmerzliches Arkadien, 1932)
- Dialogues : Marcel Ophüls, Peter de Mendelssohn
- Musique : Jacques Ibert
- Photographie : Léonce-Henri Burel
- Cadrage : Robert Schneider
- Son : Hermann Storr
- Montage : Marthe Poncin et Lilian Seng
- Décors : Jean d'Eaubonne, Willy Schatz
- Effets spéciaux : Eugen Schüfftan
- Costumes : Marie-Louise Lehmann, Georges Wakhévitch, Edith Münch
- Maquillages : Karl Hanoszek, Susanne Krause
- Scripte : Ursula Baumann
- Photographe de plateau : Fritz Schwennicke
- Pays de production :  Allemagne de l'Ouest,  France
- Tournage :
  - Langue : allemand
  - Période : 2 août au 15 novembre 1954
  - Intérieurs : Studios Bavaria Film, Geiselgasteig (Allemagne)
  - Extérieurs : Château de Hohenschwangau (Allemagne), Château de Fuschl am See (Autriche)
- Producteurs : André Daven, Pierre O'Connel, Arys Nissotti, Georges Lourau
- Producteurs exécutifs : Hermann Goebel, Georg Markl
- Directeurs de production : Ralph Baum, Frank Clifford
- Sociétés de production : Filmsonor SA (France), Régina SA (France), Allfram-Film GmbH (Allemagne), Royal-Produktions GmbH (Allemagne)
- Distributeurs : Allianz Film (Allemagne), Transit Film (Allemagne), United Motion Pictures Organization (UMPO, États-Unis)
- Format : noir et blanc — 35 mm — 1.33:1 — son monophonique
- Genre : drame romantique
- Durée : 108 minutes
- Date de sortie : 
  - Allemagne de l'Ouest : 8 avril 1955

## Distribution
- Marianne Hold : Marianne
- Horst Buchholz : Vincent Loringer
- Isabelle Pia : Liselotte
- Udo Vioff : Manfred
- Jean Yonnel : le chevalier
- Harry Hardt : le capitaine
- Michael Ande : Petit Félix
- Carl Simon : Dieu le père
- Adi Berber : le valet
- Friedrich Domin : le professeur
- Michael Verhoeven : Alexis